# Konservativ Ungdom
Konservativ Ungdom (formelt Konservativ Ungdoms Landsorganisation) er en dansk politisk ungdomsorganisation, der er tilknyttet Det Konservative Folkeparti. Organisationen blev stiftet i 1904.
KU er medlem af tre internationale organisationer: International Young Democrats Union, Youth of the European Peoples Party (YEPP) og Nordisk Ungkonservativ Union.
KU har ca. 1.850 medlemmer, hvilket gør organisationen til Danmarks tredjestørste ungdomsparti. Største lokalforening er Konservativ Ungdom i København.

## Historie
Organisationen stiftedes 8. december 1904 som Danmarks Konservative Ungdomsforeninger. Organisationen blev stiftet uafhængigt af det konservative parti, Højre. Den første lokalafdeling, Konservativ Ungdom i Stor-Århus, blev stiftet den 25. maj 1903. Det gør Konservativ Ungdom til Danmarks ældste politiske ungdomsorganisation.
I 1910 blev Konservativ Ungdom præget af en voldsom fløjkamp mellem en såkaldt højremoderat og en højreradikal fløj under henholdsvis Aage Kidde, KU's senere formand 1912-16, og den senere højesteretsdommer Poul Jacobsen (1889-1973). Jacobsen og hans støtter tabte magtkampen, brød ud og stiftede "Det nye Højres Landsorganisation", der dog ikke fik nogen lang levetid. KU blev dermed i det følgende præget af Kiddes tankegang, der var national, social og demokratisk og - ikke mindst vigtigt - lagde stor vægt på, at organisationen først og fremmest skulle være loyal overfor partiet, fra 1915 Det Konservative Folkeparti. Efter Kiddes død af den spanske syge i 1918 videreførtes hans linje af hans væbner John Christmas Møller, der kom til at præge både ungdomsorganisationen og moderpartiet i årtier.

### KU i mellemkrigstiden
I 1920’erne forholdt Konservativ Ungdoms ledere sig kritiske til de fascistiske og højreradikale tanker, som var en del af datidens politiske strømninger. I samme årti var sådanne nykonservative ideer imidlertid udbredt blandt konservative studerende, der primært var organiserede i Studenterforeningens Konservative (det senere Konservative Studerende), der udviklede sig uafhængigt af KU, ikke mindst under Carsten Rafts ledelse. Der var dermed i det meste af årtiet et ret spændt forhold mellem ungkonservative og studenterkonservative. Fra slutningen af 1920’erne blev denne tilstand imidlertid afløst af et samarbejde, hvor studenterkonservatismen igen kom til at præge Konservativ Ungdom. Carsten Raft, der i mellemtiden var blevet formand for KU i København, indførte nye agitationsformer, hvis æstetik var fascistisk inspireret med marcher i gaderne i tætte geledder og grønne partifaner. I 1933 oprettede KU et korps kaldt Stormtropperne, som var uniformeret med grønne skjorter, skrårem, sorte riddebukser og ridestøvler. Kort efter vedtog Rigsdagen dog et uniformsforbud, der hindrede brugen heraf.
KU's formand 1932-1936 var Jack G. Westergaard, som stod for en højreradikal nykonservatisme og blandt andet tog afstand fra almindelig valgret og parlamentarisme. Den ideologiske og agitatoriske ændring af ungdomspartiet var i første omgang en succes, og Konservativ Ungdoms medlemstal blev fordoblet fra 15.000 medlemmer i 1932 til 30.000 medlemmer i 1936. Til sammenligning havde Det Konservative Folkeparti selv omkring 60.000 medlemmer. Efterhånden blev ungdomspartiet imidlertid en belastning for Det Konservative Folkeparti, og i 1936 tvang Christmas Møller, der nu var formand for De Konservative, Westergaard til at gå af som formand for KU ved at true med at lukke for de økonomiske tilskud fra moderpartiet. Westergaard blev afløst af Aksel Møller, der i 1930'erne blev anset for en af ungkonservatismens chefideologer, men samtidig stod for en mere moderat og partiloyal linje. Efter et mislykket oprør mod Aksel Møllers lederskab og moderate holdninger i 1938 brød Westergaard endeligt med KU.

### Efterkrigstiden
De politiske ungdomsorganisationer havde generelt deres storhedstid fra 1930'erne til 1950'erne, hvor de spillede en væsentlig rolle i mange unges liv med sociale arrangementer, stævner, oplysningsarbejde og underholdning. Derefter faldt medlemstallene drastisk. Ungdomsoprørets politiske engagement gik udenom de etablerede ungdomspartier og kom i stedet en række alternative organisationer og bevægelser til gode. Konservativ Ungdom oplevede dog en opblomstring midt i 1980'erne, hvor organisationen en overgang var den hurtigst voksende politiske ungdomsorganisation og nåede op på 13.000 medlemmer, blandt andet som følge af en ny og yngre generations reaktion mod ungdomsoprøret.

### Det 21. århundrede
Ved folkeafstemningen om EU-forsvarsforbeholdet gik KU imod Det Konservative Folkepartis linje og anbefalede at stemme nej.

## Skolevalgsresultater
| Valg | Formand                   | Stemmer | %    | Mandater | +/-     | Mærkesag #1                                   | Mærkesag #2                          | Mærkesag #3                         |
| ---- | ------------------------- | ------- | ---- | -------- | ------- | --------------------------------------------- | ------------------------------------ | ----------------------------------- |
| 2015 | Mikkel Ballegaard Poulsen |         | 10,5 | 19 / 175 | Uændret | Hårdere straffe for personfarlig kriminalitet | Fjern topskatten                     | Indfør niveauopdeling i folkeskolen |
| 2017 | Andreas S. Weidinger      | 5.804   | 12,8 | 23 / 175 | 4       | Kortere skoledag i folkeskolen                | Hårdere straffe for vold og overgreb | Fjernelse af topskatten             |
| 2019 | Anders Storgaard          | 7.939   | 13,1 | 23 / 175 | Uændret | Hårdere straffe for vold og overgreb          | Kortere skoledage i folkeskolen      | Sænk skatten for de lavestlønnede   |
| 2021 | Magnus Von Dreiager       | 6.925   | 14,2 | 26 / 175 | 3       | Afskaf arveafgiften                           | Hårdere straffe for vold             | Niveauinddeling i folkeskolen       |
| 2024 | Christian Holst Vigilius  |         | 8,03 | 14 / 175 | 12      | Gør arbejde for unge under 18 skattefrit      | Hårdere straffe for vold             | Indfør atomkraft i Danmark          |

## Formænd
En række af Konservativ Ungdoms formænd er senere blevet ledere for Det Konservative Folkeparti. Det gælder således John Christmas Møller, Aksel Møller, Poul Møller, Erik Ninn-Hansen og Poul Schlüter.
Formænd for Konservativ Ungdom:
- 1904-1907 C.F. von Rosen
- 1907-1910 Vilhelm Hiort
- 1910-1911 Aage Schmidt
- 1911-1912 Johannes Kruuse-Jensen
- 1912-1916 Aage Kidde
- 1916-1918 John Christmas Møller
- 1918-1919 Lauritz Hansen
- 1919-1922 John Christmas Møller
- 1922-1923 Christian Strøm
- 1923-1926 Jørgen Jørgensen
- 1926-1929 Kjeld Jensen
- 1929-1932 Christian R. Christensen
- 1932-1936 Jack G. Westergaard
- 1936-1938 Aksel Møller
- 1938-1940 Leo Dane
- 1940-1942 Poul Hjermind
- 1942-1943 Karl Olsen
- 1943-1948 Poul Møller
- 1948-1950 Erik Ninn-Hansen
- 1950-1952 Aage Petersen
- 1952-1955 Poul Schlüter
- 1955-1956 Ib Rahbek-Clausen
- 1956-1958 Jørgen Hagel
- 1958-1960 Jens Jørgen Bolvig
- 1960-1963 Knud Bro
- 1963-1965 Per Bendix
- 1965-1967 Tue Rohrsted
- 1967-1969 Ralf Amstrup
- 1969-1973 Ole Gay Petersen
- 1973-1975 Jens Ottosen-Støtt
- 1975-1976 Gerd Rahbek
- 1976-1980 Poul Bach Middelboe
- 1980-1981 Jens Tovgaard
- 1981-1983 Lars Poulsen
- 1983-1985 Robert Spliid
- 1985-1987 Jens Heimburger
- 1987-1989 Morten Holm
- 1989-1990 Brian Mikkelsen
- 1990-1992 Bo Friis
- 1992-1994 Jan Sandberg
- 1994-1995 Benny Damsgaard
- 1995-1996 Henrik Carmel
- 1996-1998 Søren Vandsø
- 1998-1999 Lasse Bork Schmidt
- 1999-2000 Kasper Kyed
- 2000-2001 Michael Christensen
- 2001-2002 Mikkel Strøh Kiil
- 2002-2004 Lasse Krull
- 2004-2007 Kasper Hülsen
- 2007-2010 Rune Kristensen
- 2010-2011 Lasse Honoré Rasmussen
- 2011-2012 Jens Salling
- 2012-2014 Kristoffer Beck
- 2014-2016 Mikkel Ballegaard Pedersen
- 2016-2018 Andreas S. Weidinger
- 2018-2020 Anders Storgaard
- 2020-2022 Magnus Von Dreiager
- 2022-2025 Christian Holst Vigilius
- 2025- Jacob Feldborg Andersen